# Ricardo Sanz (pintor)
Ricardo Sanz (San Sebastián, 1957- ) es un pintor retratista y paisajista español.  Se le considera un exponente del luminismo en la tradición de Sorolla, aunque su obra refleja también influencias de los clásicos y de otros retratistas de renombre como John Singer Sargent.
Su trabajo pictórico incluye importantes retratos, entre otros, de la Familia Real española, así como de presidentes del Congreso de los Diputados y del Parlamento Vasco. Ha obtenido el Premio Nacional de Cultura Viva, el Premio de la Fundación Goya y la Medalla Paul Harris que le concedió la Fundación Rotary International.

## Reseña biográfica
Procede de una familia estrechamente relacionada con el mundo del arte. Su abuelo tenía galerías de arte y fue amigo de grandes artistas de su época, como Sorolla, Zuloaga o Vázquez Díaz. Su primer maestro fue José Campos. Después de recibir una licenciatura en Historia en la Universidad de Deusto, se trasladó a Madrid, donde cursó historia del arte. En Madrid entró en el círculo de artistas contemporáneos en España y conoció a pintores como Félix Revello de Toro, Ricardo Macarrón, Joaquín Torrents Lladó, Vicente Maeso, Antonio López García entre otros.
Su obra obtuvo progresivamente el reconocimiento de personalidades del mundo de la cultura, la política y la aristocracia. Fue el primer pintor oficial de los Príncipes de Asturias. Ha expuesto en la Galería Santiago Echeberría y la Galería Sokoa (ambas en Madrid) así como en la Galería Echeberría de San Sebastián.  
Y es considerado uno de los mejores retratistas y paisajistas españoles.
En 1995 realiza un importante retrato de S.A.R. don Felipe de Borbón, Príncipe de Asturias.
En 2002 vuelve a realizar otro importante retrato de S.M. la Reina Doña Sofía de Grecia
En 2008 pinta el primer retrato oficial de SS.AA.RR. los Príncipes de Asturias, Don Felipe y Doña Letizia (hoy Reyes de España).
En 2016 realiza, para el Club siglo XXI de Madrid, el primer retrato de la Princesa de Asturias, S.A.R. Leonor de Borbón, con su padre, S. M. el Rey Felipe VI de España.
En 2017 recibe el encargo para realizar el retrato de D. Jesús Posada Moreno, presidente del Congreso de los Diputados (2011-2016), para la Galería de Retratos de Presidentes del Congreso de España, tradición que se remonta al siglo XIX. 
En 2019 se celebra una importante retrospectiva sobre su obra pictórica en El Centro Cultural Casa de Vacas del Retiro de Madrid, con gran éxito, siendo visitada por más de 50.000 personas.
En 2021/22 inaugura una nueva exposición titulada: "La luz como esencia del arte" en la sala de exposiciones del Colegio de Ingenieros de Caminos de Madrid y en el Círculo de Labradores de Sevilla, donde presenta nuevas obras realizadas  durante la pandemia.

## Estilo Pictórico
La obra de Sanz transmite un aire moderno y renovador, mezclando una composición exquisita con una técnica depurada y un especial dominio del color y la luz.  Imprime una pincelada moderna y original que consigue reflejar con maestría los efectos de la luz, que se convierte en protagonista de sus cuadros.
Su pintura es el resultado de diferentes influencias. Sus primeros cuadros están inspirados por los impresionistas vascos y franceses, en gama de colores suaves y grises y en los que está presente la atmósfera húmeda de su ciudad. Con el tiempo, su paleta se hace más fuerte y colorista. 
El trabajo pictórico de Ricardo Sanz refleja un dominio perfecto del dibujo, la luz y el color, es idealizado y preciosista, consigue sacar lo mejor de cada modelo y plasmarlo en el lienzo. Sus retratos, de una modernidad actual, cuentan con la tradición y la sabiduría pictórica.
En su faceta de retratista, demuestra intuición psicológica y una pincelada precisa y elegante que sumerge su obra en una atmósfera de naturalidad.

## Citas
- « A mí me gusta la pincelada suelta, fresca ...».
- « Procuro en todos mis cuadros poner el alma independientemente de a lo que se dedique el protagonista. Pongo el alma en todas mis obras ».
- « Mis pinceladas nunca están dadas casualmente, están dadas para que resalte más la figura ».
- « Para mí lo más importante es el tratamiento de la luz y los efectos que produce en las personas y en las cosas ».